# 7462-es mellékút (Magyarország)
A 7462-es számú mellékút egy négy kilométer hosszú, négy számjegyű országos közút Vas vármegyében. Szarvaskend település számára biztosít összeköttetést a tőle délre fekvő települések, és a térség aránylag fontos útjának számító 7441-es út felé.

## Nyomvonala
A 7441-es útból ágazik ki, annak 17,150-es kilométerszelvénye közelében, Halastó közigazgatási területén. Észak felé indul, és alig 600 méter után átlép Szarvaskend területére. A harmadik kilométere előtt nem sokkal két különálló, külterületi településrész, Szabótanya, majd Belső puszta mellett halad el, és 3,4 kilométer megtétele után ér Szarvaskend házai közé. Ott az Iskola utca nevet veszi fel, így is ér véget, beletorkollva a 7445-ös útba, annak 7,800-as kilométerszelvényénél.
Teljes hossza, az országos közutak térképes nyilvántartását szolgáló kira.gov.hu adatbázisa szerint 4,008 kilométer.

## Hídjai
Egyetlen hídját sem tartják nyilván az 1945 előtt épült hidak, illetve az 1945 után épült, 10 méternél hosszabb hidak között.